# Equisetum fluviatile
Espèce
Statut de conservation UICN

 LC  : Préoccupation mineure
Equisetum fluviatile, la Prêle des eaux, Prêle des cours d'eau ou Prêle des rivières, est une plante de l'embranchement des Ptéridophytes, de la famille des Equisetaceae.